# Marian Schmidt
Marian Schmidt (ur. 1945 w Żyrardowie, zm. 7 marca 2018 w Krakowie) – polski artysta fotograf. Członek Okręgu Warszawskiego Związku Polskich Artystów Fotografików. Twórca Warszawskiej Szkoły Fotografii i Grafiki Projektowej.

## Życiorys
Urodził się w Żyrardowie przed końcem II wojny światowej. W 1946 roku wraz z rodziną przesiedlił się do Francji, następnie do Wenezueli – tam spędził dzieciństwo i ukończył szkołę średnią. Był absolwentem Uniwersytetu Kalifornijskiego w Berkeley i doktorem matematyki (Uniwersytet Brandeis w Stanach Zjednoczonych). W 1974 roku przyjechał do Polski, gdzie współpracował z czasopismami Kino, ITD, Perspektywy, Szpilki, Teatr, Zwierciadło. W 1975 roku współpracował jako asystent Jerzego Kawalerowicza, w zespole filmowym Kadr. Pod koniec lat 70. XX wieku współpracował z agencjami fotograficznymi – Black Star w Nowym Jorku oraz Rapho w Paryżu. W 1980 roku zamieszkał w Paryżu, następnie w drugiej połowie lat 90. XX wieku przeprowadził się do Polski. Był wieloletnim dyrektorem i wykładowcą w Warszawskiej Szkole Fotografii i Grafiki Projektowej, wykładowcą na Uniwersytecie Artystycznym w Poznaniu oraz wykładowcą w Szkole Filmowej w Łodzi – gdzie w 2002 uzyskał stopień doktora habilitowanego w dziedzinie fotografii artystycznej.
Marian Schmidt zmarł 7 marca 2018 w Krakowie, pochowany 12 marca na cmentarzu żydowskim przy ul. Okopowej w Warszawie.

## Twórczość
Fotografował od 1957 roku. Był autorem i współautorem wielu wystaw fotograficznych; indywidualnych i zbiorowych. Jego fotografie były prezentowane w wielu miejscach na świecie, między innymi w Nowym Jorku, Londynie, Paryżu, Tokio, Zurychu oraz w Krakowie, Gdańsku, Poznaniu, Szczecinie, Warszawie, Żyrardowie. Miejsce szczególne w twórczości artysty zajmowała fotografia humanistyczna, portret oraz metafora w pejzażu. W 1995 roku został przyjęty w poczet członków Okręgu Warszawskiego Związku Polskich Artystów Fotografików (legitymacja nr 706). 
Jego fotografie znajdują się w zbiorach Biblioteki Narodowej w Paryżu, Biblioteki Historii Współczesnej w Paryżu, Muzeum Fotografii w Charleroi (Belgia), Muzeum Folkwang w Essen (Niemcy) oraz Muzeum Narodowym w Gdańsku.

## Publikacje (albumy)
Na dorobek publikacyjny M. Schmidta składają się
- Hommes de science: 28 portraits (Paryż 1990)
- Marian Schmidt (Paryż 1994)
- Niecodzienne rozmowy z ks. Janem Twardowskim (Warszawa 2000)